# Robert Rompre
Robert Rompre (né le 11 avril 1929 à International Falls et mort le 13 septembre 2010 à Sun Prairie (Wisconsin)) est un joueur américain de hockey sur glace.

## Carrière
Il participe aux Jeux olympiques d'hiver de 1952 et remporte la médaille d'argent avec les États-Unis ; il dispute neuf rencontres au cours du tournoi.

## Titres et honneurs personnels
- Médaille d'argent aux Jeux olympiques de 1952 à Oslo en Norvège